# Archidiocèse d'Acerenza
L'archidiocèse d'Acerenza (en latin : Archidioecesis Acheruntina ; en italien : Arcidiocesi di Acerenza) est un archidiocèse de l'Église catholique en Italie, suffragant de l'archidiocèse de Potenza-Muro Lucano-Marsico Nuovo et appartenant à la région ecclésiastique de la Basilicate.

## Territoire
L'archidiocèse est situé dans une partie de la province de Potenza, les autres parties de cette province sont partagées par l'archidiocèse de Potenza-Muro Lucano-Marsico Nuovo et les diocèses de Melfi-Rapolla-Venosa, de Tricarico, de Tursi-Lagonegro (ces deux derniers étant aussi dans une partie de la province de Matera). Il possède un territoire d'une superficie de 1 259 km2 divisé en 21 paroisses. L'évêché est dans la ville d'Acerenza où se trouve la cathédrale de l'Assomption et de saint Canion.

## Histoire
La tradition veut que le premier évêque du diocèse soit Romano, qui siège de 300 à 329 ; puis suivent d'autres évêques jusqu'à 441, mais cette liste est considérée comme fausse car il y a tentative de combler le vide dans la chronologie des évêques et de ramener les origines de l'évêché au IVe siècle. Le premier évêque historiquement documenté est Giusto, qui participe au concile de Rome de 499 organisé par le pape Symmaque.
Après Justus, aucun autre évêque n'est connu, jusqu'en 776, année où siège Leone II. À partir de cette date, la série d'évêques est ininterrompue, à l'exception de courtes périodes. En 799, l'évêque Leone fait transporter le corps de saint Canion (it) de l'ancienne ville d'Atelle (it) à Acerenza. En 872, c'est l'évêque Pierre II qui fait transférer de Grumentum à Acerenza les reliques de saint Laverius.
À la fin du Xe siècle, le diocèse devient suffragant de l'archidiocèse d'Otrante. En effet, en 968, à la suite d'une décision de Nicéphore II Phocas, l'archevêque d'Otrante reçoit l'autorisation de consacrer les évêques d'Acerenza. En réponse à cela, la province ecclésiastique de Salerne est créée pour limiter l'influence des églises de rite byzantin. Le diocèse se soustrait, en 989, de la juridiction métropolitaine d'Otrante et devient suffragant de l'archidiocèse de Salerne, même si Otrante garde son influence par sa position géographique, ses relations culturelles, et le monachisme.
Le 4 mai 1041, l'évêque Stefano (1029 - 1041), qui soutenait le catépan de Bari, meurt en se battant sur les rives de l'Aufide contre les premiers Normands qui avaient conquis la région autour de Melfi. Après cette bataille, Acerenza est conquise par les Normands et, en 1061, Robert Guiscard en fait une place forte et un centre de défense contre les représailles byzantines. En 1059, l'évêque Godano participe au premier concile de Melfi (it) dans lequel il se distingue, et obtient à la suite de cela le titre d'archevêque. Ce titre n'est toutefois pas confirmé car Acerenza ne devient archevêché que sous le pape Léon IX ou sous le pape Nicolas II. Le 13 avril 1068, le pape Alexandre II publie une bulle adressée à Arnaldo, archevêque d'Acerenza, par laquelle il fonde une nouvelle province ecclésiastique comprenant, entre autres, les diocèses de Venosa, Potenza, Tricarico, Montepeloso, Gravina, Matera, Tursi.
Au cours des dernières années du XIe siècle, l'archevêque Arnaldo entame les travaux de construction de la cathédrale au cours de laquelle sont retrouvées les reliques de saint Canion. En 1106, le pape Pascal II autorise à l'évêque Pietro l'utilisation du pallium pendant les festivités et lui assigne comme suffragants les diocèses de Venosa, Gravina, Tricarico, Tursi et Potenza. Le 7 mai 1203, Innocent III érige Matera au rang d'archidiocèse et l’unit aeque principaliter avec l’archidiocèse d’Acerenza. Cette union dure plus de sept siècles, non sans difficultés. Le pape Urbain VI est archevêque d'Acerenza et de Matera de 1363 à 1377.
Au début du XVe siècle, les habitants de Matera, avec l'aide du prince de Tarente et comte de Matera, tentent de se séparer d'Acerenza, obligeant l'archevêque à s'éloigner. En 1440, le pape Eugène IV sépare les deux diocèses et Matera est administré par l'évêque de Mottola. En 1444, toutefois, l'union est restaurée et en 1471, le pape Sixte IV ordonne à l'archevêque de prendre le titre d'Acerenza et de Matera lorsqu'il réside à Acerenza, et inversement le titre de Matera et d'Acerenza lorsqu'il réside à Matera. Les difficultés continuent tellement que le pape Clément VIII établit que la préséance du titre appartient à Acerenza, car il est le plus ancien diocèse, mais que le siège archiépiscopal est à Matera, en raison de plus de commodité. Le 5 novembre 1751, le pape Benoît XIV, par une bulle adressée à l'archevêque Francesco Lanfranchi, confirme que la résidence habituelle de l'archevêque doit être à Acerenza.
Le 5 août 1910, les archevêques d'Acerenza et de Matera sont autorisés à ajouter le titre d'abbé de Sant'Angelo de Montescaglioso (it). À partir de 1954, ce titre est la prérogative des archevêques de Matera. Le 2 juillet 1954, par la bulle Acherontia du pape Pie XII, les deux sièges d'Acerenza et de Matera sont définitivement séparées et deux provinces ecclésiastiques sont établies ; l'archidiocèse métropolitain d'Acerenza a comme suffragants Potenza, Venosa, Marsico Nuovo et Muro Lucano et l'archidiocèse de Matera avec Anglona-Tursi et de Tricarico comme suffragants.
Le 21 août 1976, avec la bulle Quo aptius du pape Paul VI, les deux provinces ecclésiastiques sont supprimées, Acerenza et Matera deviennent suffragants de l'archidiocèse de Potenza et de Marsico Nuovo, érigé en même temps en siège métropolitain. Une lettre de la congrégation pour les évêques du 28 novembre 1977 redonne le titre d'archidiocèse au siège d'Acerenza.

## Sources
- (en) Catholic-Hierarchy

- (it) Cet article est partiellement ou en totalité issu de l’article de Wikipédia en italien intitulé « Arcidiocesi di Acerenza » (voir la liste des auteurs).

### Articles liés
- Liste des diocèses et archidiocèses d'Italie
- Église catholique en Italie